# نهائي كأس فرنسا 2018
نهائي كأس فرنسا 2018 هي المباراة النهائية من منافسة كأس فرنسا 2017–18، أقيمت المباراة في 8 مايو 2018، في ملعب فرنسا، بين فريقي باريس سان جيرمان، ونادي ليزيربيي، وفاز فيها باريس سان جيرمان، بعد أن هزم نادي ليزيربيي، بنتيجة 2 - 0، وكان حكم المباراة Mikaël Lesage ‏، وحضر المباراة 73772 شخصاً.

## تفاصيل المباراة
لعبت المباراة النهائية في 8 مايو 2018.
| باريس سان جيرمان                                              | 2 -0 | نادي ليزيربيي |
| ------------------------------------------------------------- | ---- | ------------- |
| جيوفاني لو سيلسو 26 دقيقة' · إدينسون كافاني 74 دقيقة' (ركلة.) |      |               |